# Podnoszenie ciężarów na Letnich Igrzyskach Olimpijskich 2024 – waga do 71 kg kobiet
Rywalizacja w wadze do 71 kg kobiet w podnoszeniu ciężarów na Letnich Igrzyskach Olimpijskich 2024 została rozegrana w dniu 9 sierpnia 2024 roku na terenie hali Paris Expo Porte de Versailles.

## Terminarz
| Data       | Godzina |       |
| ---------- | ------- | ----- |
| 9 sierpnia | 19:30   | Finał |

## Wyniki
| Pozycja | Zawodniczka        | Reprezentacja                    | Rwanie | Rwanie | Rwanie | Rwanie | Podrzut | Podrzut | Podrzut | Podrzut | Wynik |
| Pozycja | Zawodniczka        | Reprezentacja                    | 1      | 2      | 3      | Wynik  | 1       | 2       | 3       | Wynik   | Wynik |
| ------- | ------------------ | -------------------------------- | ------ | ------ | ------ | ------ | ------- | ------- | ------- | ------- | ----- |
| złoto   | Olivia Reeves      | Stany Zjednoczone                | 112    | 115    | 117    | 117    | 140     | 145     | 150     | 145     | 262   |
| srebro  | Mari Sánchez       | Kolumbia                         | 108    | 112    | 112    | 112    | 135     | 140     | 145     | 145     | 257   |
| brąz    | Angie Palacios     | Ekwador                          | 110    | 114    | 116    | 116    | 135     | 138     | 140     | 140     | 256   |
| 4       | Siuzanna Valodzka  | Indywidualni sportowcy neutralni | 108    | 111    | 113    | 111    | 135     | 140     | 142     | 135     | 246   |
| 5       | Marie Fegue        | Francja                          | 110    | 110    | 114    | 110    | 132     | 133     | 138     | 133     | 243   |
| 6       | Chen Wen-huei      | Chińskie Tajpej                  | 102    | 103    | 106    | 103    | 133     | 139     | 140     | 133     | 236   |
| 7       | Joy Ogbonne Eze    | Nigeria                          | 95     | 101    | 105    | 101    | 120     | 127     | 131     | 131     | 232   |
| 8       | Amanda Schott      | Brazylia                         | 100    | 104    | 106    | 106    | 117     | 123     | 131     | 123     | 229   |
| 9       | Neama Said         | Egipt                            | 97     | 101    | 102    | 97     | 120     | 125     | —       | 125     | 222   |
| 10      | Jacqueline Nichele | Australia                        | 90     | 94     | 98     | 94     | 115     | 120     | 120     | 115     | 209   |
| —       | Loredana Toma      | Rumunia                          | 111    | 115    | 117    | 115    | 131     | 133     | 134     | —       | DNF   |
| —       | Vanessa Sarno      | Filipiny                         | 100    | 100    | 100    | —      | —       | —       | —       | —       | DNF   |